# 신영왕
신영왕은 신라 추존왕 중 한 명으로, 원성왕의 증조부이다. 휘는 김의관(金義寬)이다.
그의 자세한 행적은 미상이며 최종 관직은 잡간이었다. 김의관은 태종무열왕의 딸들 중 한 명과 결혼하였다. 그밖에 삼국사기의 제7권 문무왕조 문무왕 20년 기사에는 그해 3월 김의관의 딸 중 한명이 고구려의 귀화인 안승에게 시집갔다고 한다.

## 가계
《삼국유사》에 따르면, 마차는 조부, 법선은 생부, 무열왕은 장인이다.
- 조부 : 김마차(金摩次)
- 조모 : 하차부인 박씨(河次夫人 朴氏)
  - 아버지 : 김법선(金法宣)-현성왕으로 추존
  - 어머니 : 김씨(金氏)
    - 왕비 : 김씨(金氏) - 무열왕의 딸
      - 아들 : 김위문(金魏文)-흥평왕으로 추존
        - 손자 : 김효양(金孝讓)-명덕왕으로 추존
          - 증손자 : 원성왕(元聖王)-신라 제38대 국왕

      - 딸 : 보덕왕 안승(安勝)에게 출가

## 같이 보기
- 내물왕
- 안승